# Петер Аніх
Петер Аніх (нім. Peter Anich; 22 лютого 1723, Оберперфусс — 1 вересня 1766, Інсбрук, Тіроль) — австрійський картограф. Його роботи, особливо «Atlas Tyrolensis», опублікований в 1774 році, є одними з найбільш точних карт свого часу.

## Біографія
Пітер Аніх народився 22 лютого 1723 в місті Оберперфусс поблизу Інсбрука в сім'ї австрійського фермера.
Займаючись з самої молодості поряд з своїми сільськогосподарськими роботами астрономією і геометрією, так само як механічними роботами, Аніх лише з 1751 року вступив на навчання до єзуїтів у місті Інсбруку, які викладали йому математику і фізику.
Після того як він виготовив кілька чудових для свого часу глобусів і математичних інструментів, імператриця Священної Римської імперії Марія Терезія доручила йому складання спеціальної карти Тіролю. Коли доручення імператриці було вже майже виконано, Петер Аніх раптово помер 1 вересня 1766 в Інсбруку. Карта була видана в 1774 році на 21 аркуші.

## Вшанування
На честь Петера Аніха названа вулиці в Інсбруку (Anichstraße), Граці (Anichgasse) та Відні-Флорідсдорфі (Anichweg), вершина у Ецтальських Альпах носить ім'я «Anichspitze».
Його ім'ям названа сонячна обсерваторія в Південному Тіролі — «Sonnenobservatorium Peter Anich».